# ایکر ژیل
ایکر ژیل (انگلیسی: Iker Gil؛ زادهٔ ۱۵ مارس ۲۰۰۵) بازیکن فوتبال اهل اسپانیا است که در حال حاضر به صورت قرضی از باشگاه فوتبال رئال مادرید سی برای تارازونا در پست مهاجم بازی می‌کند.
وی همچنین در تیم‌های ملی فوتبال زیر ۱۵ سال، زیر ۱۷ سال، زیر ۱۸ سال و زیر ۱۹ سال اسپانیا بازی کرده است.